# Isidre Monés i Pons
Isidre Monés i Pons   (Barcelona, 1947) és un il·lustrador i autor de còmic català.

## Biografia
Estudià dibuix a diverses acadèmies i als quinze anys comença a treballar en una empresa de publicitat, sempre sense deixar d'estudiar dibuix. Després d'aquesta primera empresa en venen d'altres i és al 1967 que fa la seva primera il·lustració juvenil, que apareix al Cavall Fort. Això li obre les portes de diverses editorials del país i, d'aquí, passa a il·lustrar també per als Estats Units. Dedicat ja de ple al dibuix, el 1973 entra en el món del còmic, a través de l'agència Selecciones Ilustradas (Creepy, Eerie i Vampirella), i treballa per als EUA., Anglaterra i Alemanya, a més de continuar fent-ho per a editorials catalanes i espanyoles.

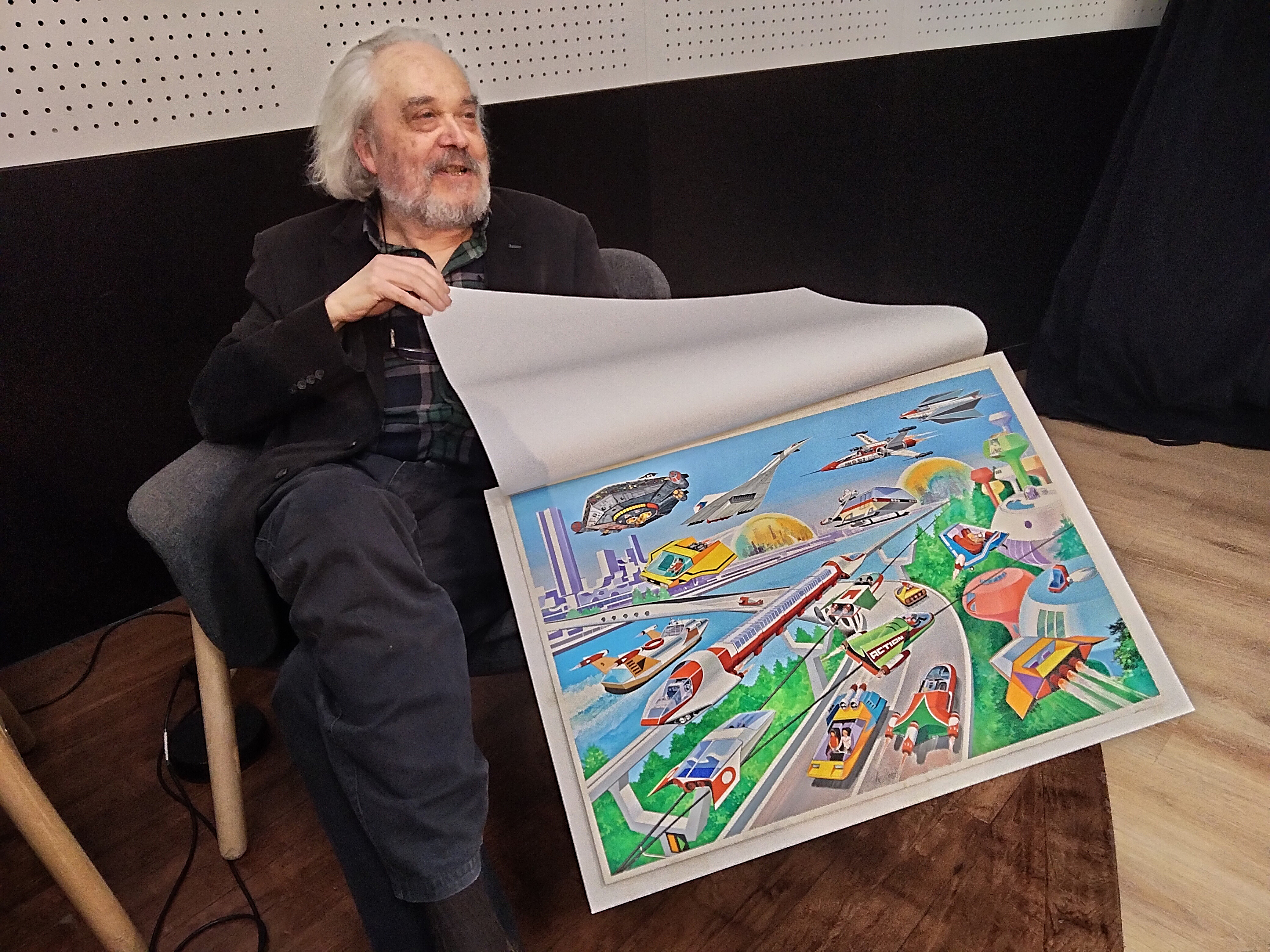
Isidre Monés amb un dels seus dibuixos en un acte al centre comercial FNAC Triangle (Barcelona, 2022)

A començament de la dècada de 1980 va il·lustrar un gran nombre de jocs de taula per a Cefa: Imperio Cobra, MisTeRio, Alerta Roja, etc. També ha il·lustrat jocs i puzles d'Educa. És un prolífic autor de portades de llibres per a editorials com ara Bruguera.
Actualment viu a Esparreguera —des del 1974— i gairebé no fa còmic, però continua vivint de la il·lustració, tant de llibres com de jocs de taula i publicitat. A la seva ciutat de residència es va inaugurar, el 21 de gener de 2023, És que no sé fer una altra cosa! La vida amb un llapis, una exposició retrospectiva dels 55 anys de professió com a il·lustrador de còmics, llibres i jocs, a part de quadres i pintures.